# Life Ball
Life Ball або «Бал життя» — найбільший благодійний захід в Європі, що підтримує людей з ВІЛ-інфекцією або СНІДом. Бал, що проходить щорічно у Відні, організований некомерційною організацією «AIDS LIFE», заснованої у 1992 році Гері Кеслером і Торгом Петросяном.
«AIDS LIFE» підтримує організації, що займаються наданням допомоги людям з ВІЛ-інфекцією та СНІДом: її команда, якій доручено розподіл коштів, індивідуально розглядає кожне звернення. Крім того, метою програм «AIDS LIFE» є підвищення рівня інформованості громадськості про захворювання.

## Загальна інформація
Основне призначення цієї події боротьба зі СНІДом, тому церемонія відкриття на площі перед мерією Відня включає в себе хвилину мовчання.
Кількість квитків на Life Ball обмежена 3780. Для підтримки унікальності і екстравагантності події організатори ділять квитки за категоріями: фіксована кількість квитків під назвою Квитки стилю доступні за половину базової ціни і призначені для тих, хто відповідає дрес-коду Life Ball Style. При цьому костюми повинні відповідати основній темі балу. Напередодні заходу 2008 року, Гері Кеслер висловив побажання, щоб гості намагалися бути менш провокаційними і більш креативними.
Гості в звичайному «вечірньому туалеті» оплачують повну вартість квитка. У 2001 році була введена система продажу квитків: зацікавлені особи реєструвалися для участі в лотереї, розігрували квитки, за допомогою текстових повідомлень. Зазвичай протягом дводенного періоду продажів реєструється 60000 заявок. На відкритті проходить гала-концерт з різноманітною музикою: від оперети до поп-музики — а також дефіле на сцені проекту Червона стрічка. До 2008 року концерт можна було побачити безкоштовно на площі мерії — де могли розміститися 45 000 чоловік.
Сьогодні дана благодійна подія відома далеко за межами Відня і Австрії: щорічно її висвітлюють понад 60 телевізійних станцій і, в цілому, 500 представників національних і міжнародних ЗМІ. У разі повторної акредитації організатори перевіряють, чи була порушена в опублікованому матеріалі тема СНІДу — щоб уникнути згадки лише зірок і знаменитостей. Австрійська громадська телекомпанія ORF 1 висвітлювала концертну програму в прямому ефірі з 2007 року в рамках тематичної ночі, яка приваблювала близько 400 000 телеглядачів.

## Історія

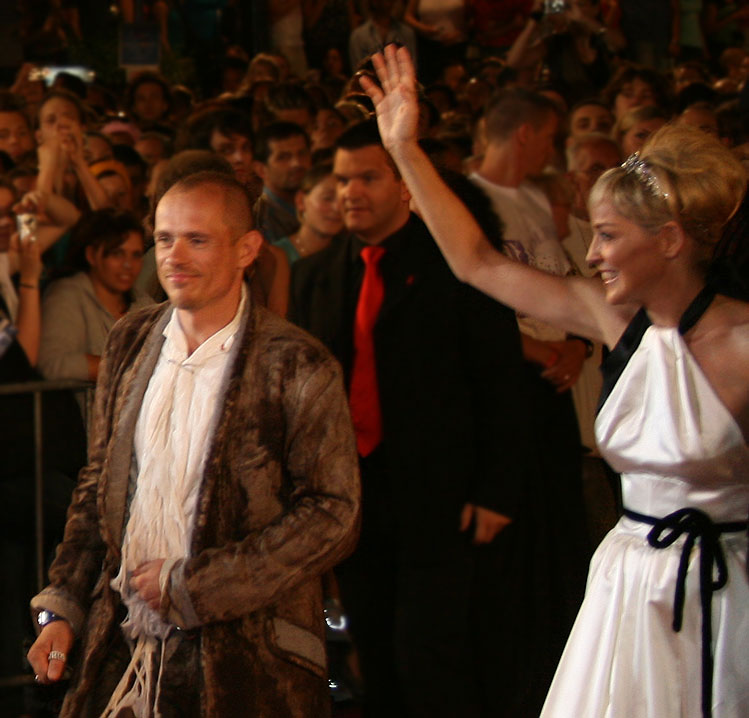
Гері Кеслер і Шерон Стоун, Life Ball 2007

Організатором і засновником «Life Ball» є Гері Кеслер (Gery Keszler). Головним його досягненням стала участь у відкритті шоу представників моди і знаменитостей індустрії розваг: таких як Розанна Барр, Елтон Джон, Катрін Денев, Ліза Мінеллі, Шерон Стоун, Діта фон Тіз, Гайді Клум, Наомі Кемпбелл і Дженна Джеймсон. Деякі з них грають активну роль у програмі балу, інші — просто насолоджуються вечіркою. Кеслеру була надана можливість представити свій проект тодішньому меру Відня Гельмуту Цильке. Цильке погодився з позитивним ефектом від даної події і дав можливість Кесцлеру спробувати його здійснити. Мер навіть погодився надати Кеслеру зал мерії, хоча був опір.
Перший Life Ball відбувся 29 травня 1993 року. На додаток до Віденської міської адміністрації, подія мала лише двох спонсорів. 1 100 000 євро (79 940 євро), отримані першим балом, були передані до неприбуткової організації AIDS LIFE, яку було створено Гері Кеслером та Торгом Петросяном у 1992 році.
Кожного року кількість гостей, які відвідали відкриття шоу та бал, а також кількість журналістів, радіостанцій, публікацій та спонсорів друкованих видань неухильно зростали. Це також збільшило кошти, накопичені Life Ball, які будуть пожертвувані на проекти та дослідження щодо СНІДу. У 1999 році Віденська ратуша була відреставрована, а бал відбувся у палаці Гофбург.
13 травня 2000 року Life Ball збір коштів досягнув великої суми, а саме 726 728 євро. Це був перший бал, на якому відбулося відкриття шоу на площі мерії та був доступний всім.
З 2006 року Американський фонд досліджень проблем СНІДу [Архівовано 16 лютого 2021 у Wayback Machine.], який був заснований Елізабет Тейлор, був партнером у співпраці Life Ball.

## Філателія
Поштові марки, присвячені балу, випускаються обмеженим тиражем уже кілька років. На марці 2005 року була зображена картина Гайді Клум, а в 2006 році — модель Наомі Кемпбелл. У тому ж році обмежений випуск марок з Наомі Кемпбелл у комічному стилі був проданий на eBay. Німецька модель Надя Ауерман була обличчям марок Life Ball 2007 року.

## Показ мод
На першому Life Ball показ мод був представлений Тьєррі Муглером та став ключовою особливістю заходу.
Щороку один або кілька відомих модельєрів відповідають за дефіле на балу. Професійні моделі на подіумі, такі як Маркус Шенкенберг, Алек Век, Надя Ауерман, Гайді Клум, Ева Падберг, Ева Ріккобоно і Наомі Кемпбелл, з'являються разом із зірками і знаменитостями, такими як Удо Кір, Олівія Джонс, Тіль Швайгер, Кайлі Міноуг, Сінді Лопер, Доллі Бастер, міністр охорони здоров'я Австрії Андреа Кдолскі (нім. Andrea Kdolski).

## Галерея

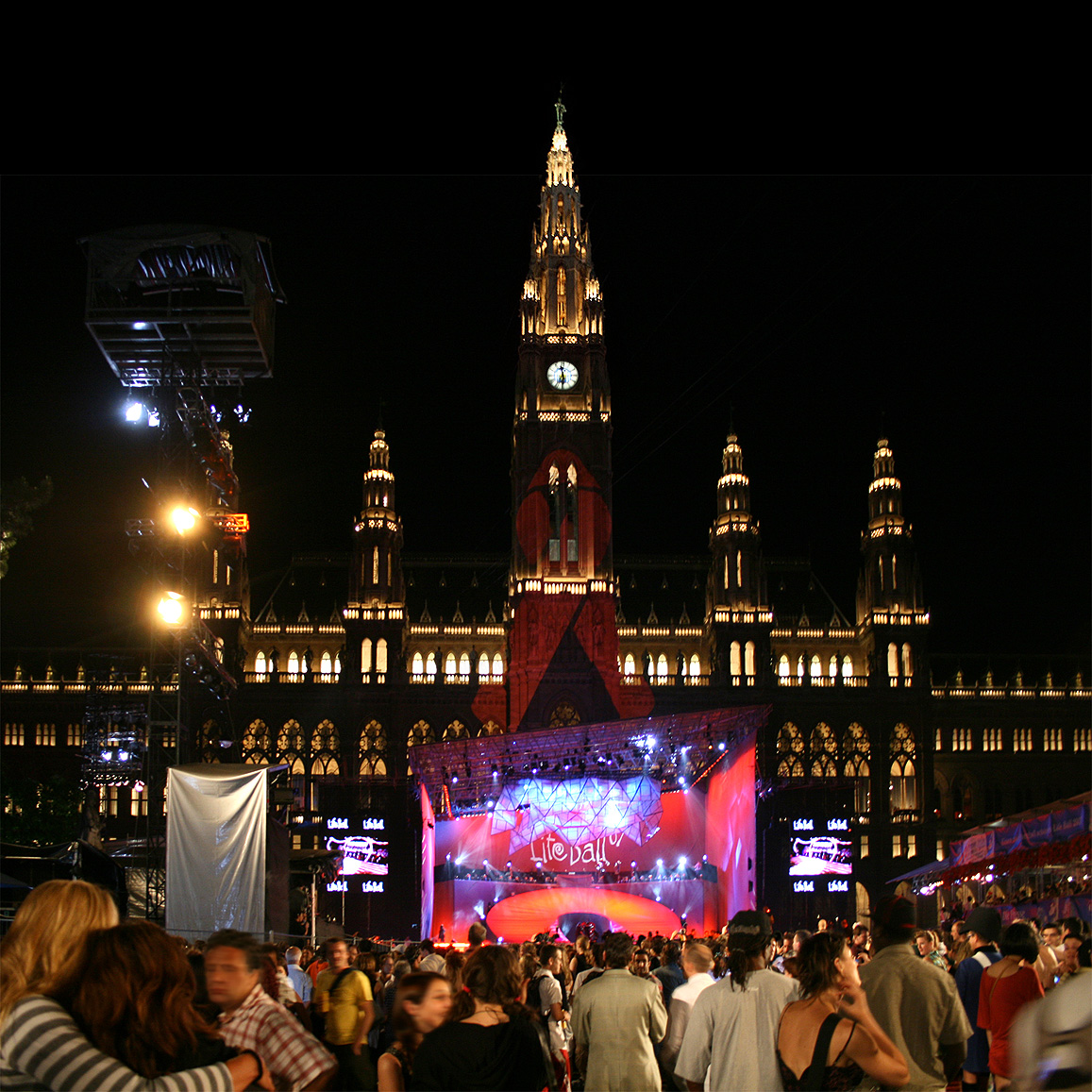
Life Ball, 2007
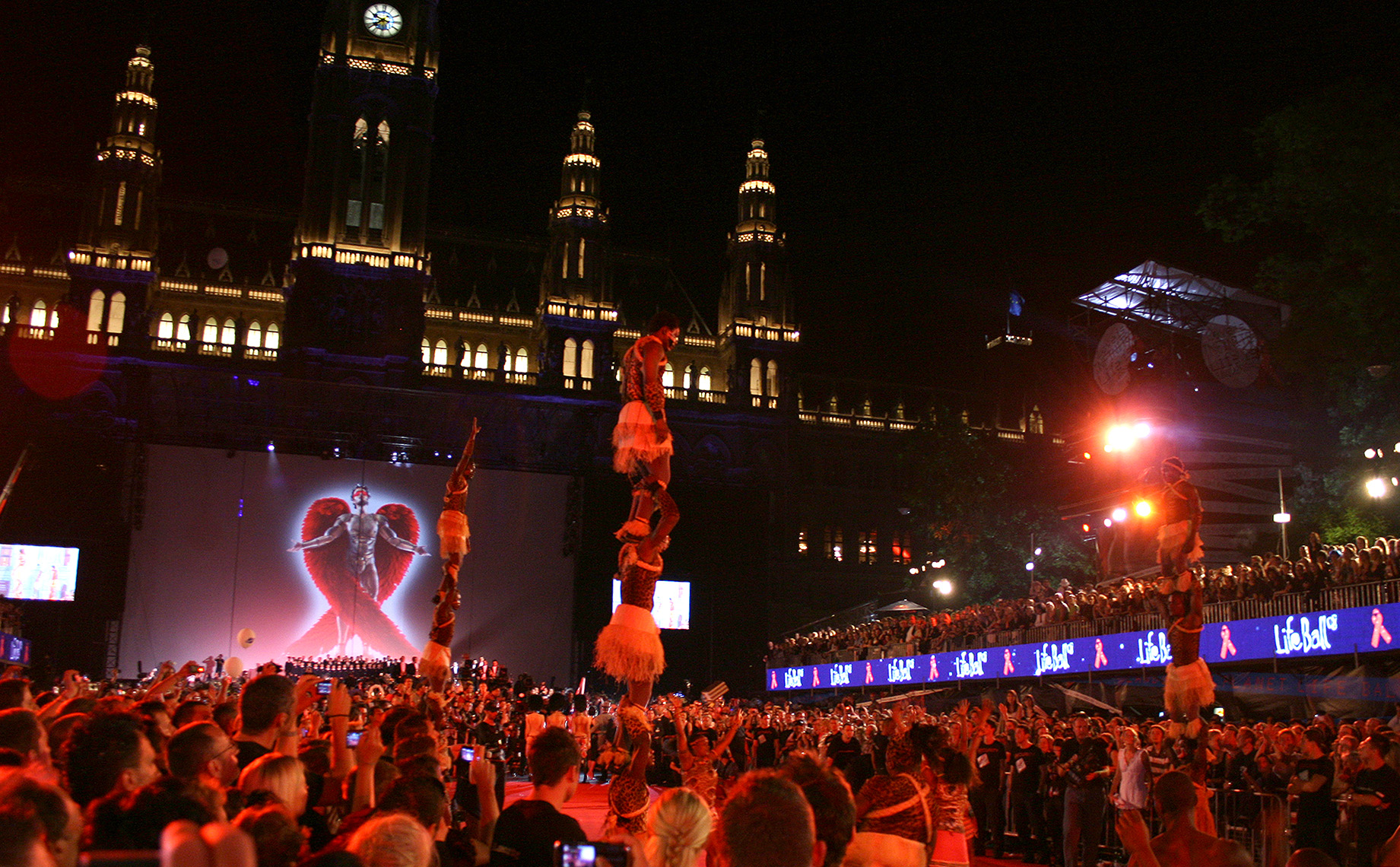
Артисти шоу Afrika! Afrika!, Life Ball, 2008
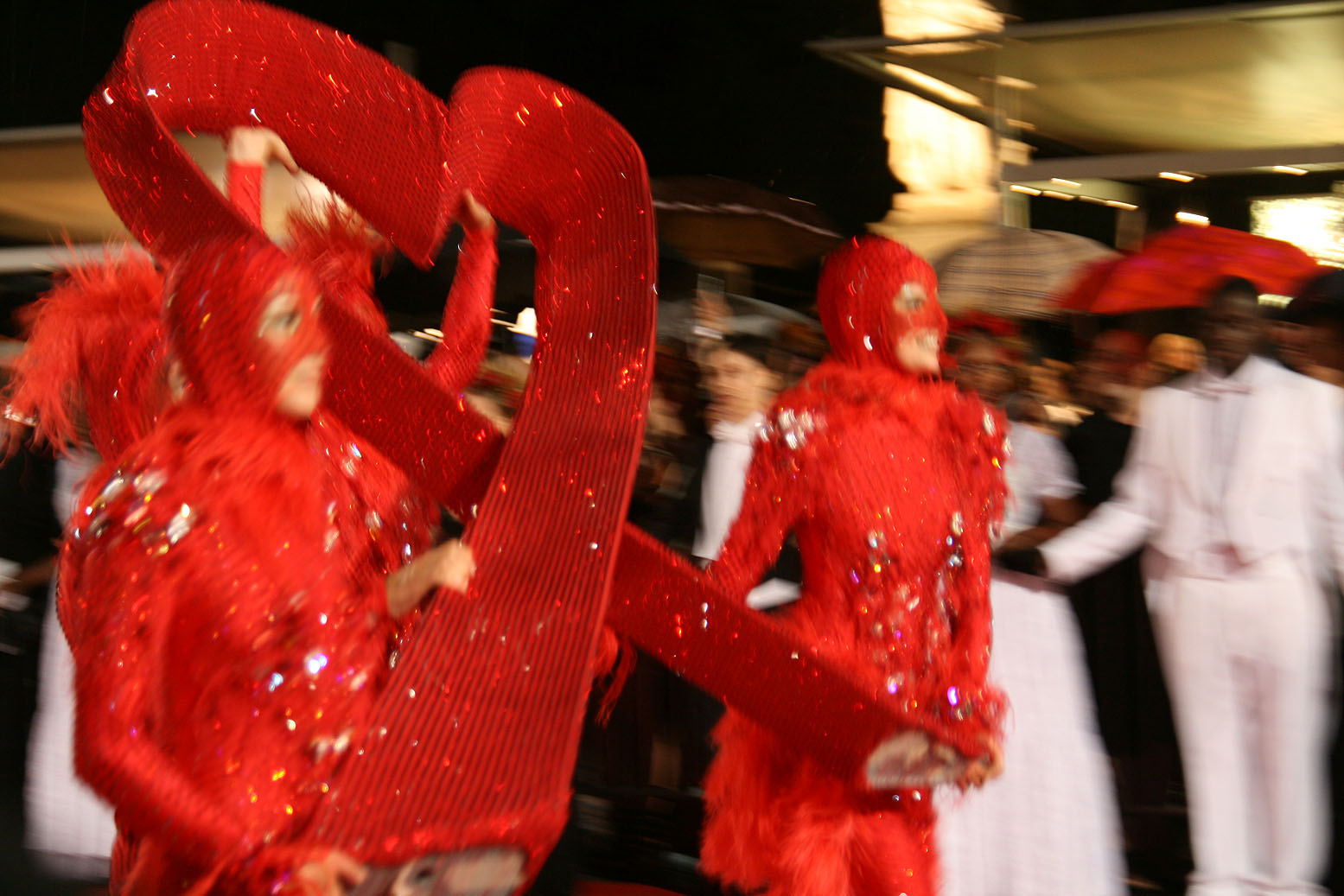
Відкриття балу Life Ball, 2010
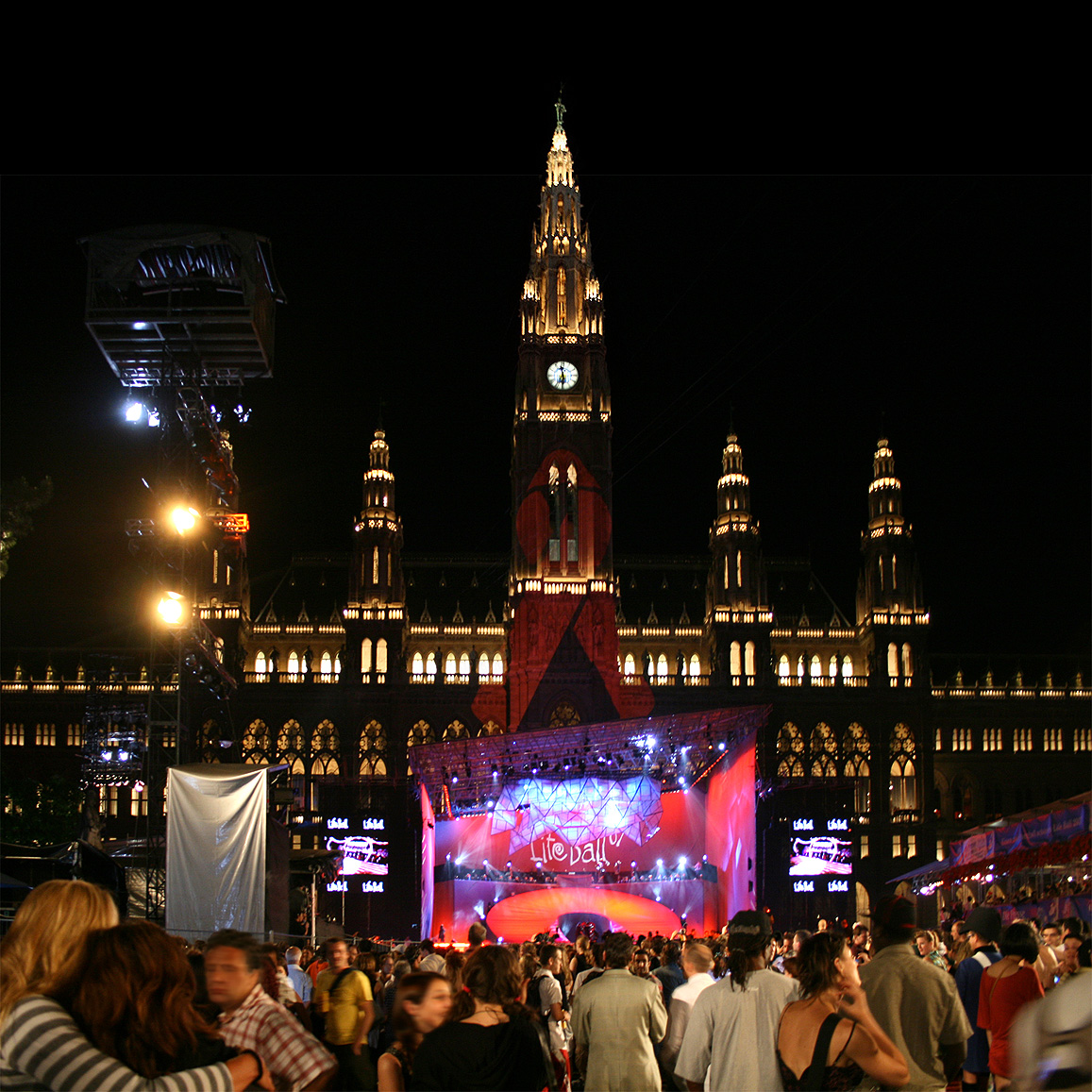
Віденський ULF як рекламний виріб Life Ball, 2012
- Life Ball, 2014